# Prima Categoria Lombardia 1966-1967
Il campionato di calcio di Prima Categoria 1966-1967 è stato il quinto campionato italiano per importanza. Il massimo a carattere regionale e amatoriale, fu l'ottavo campionato dilettantistico con questo nome dopo la riforma voluta da Zauli del 1958.
In seguito a una decisione di espandersi in corso d’opera da parte della sovrastante Lega Semiprofessionisti, alle finali venne aggiunto un secondo posto per la promozione, oltre alla possibilità di ulteriori ripescaggi discrezionali.

## Lombardia
Comitato Regionale Lombardo, Via Felice Casati 33-a - 20124 Milano, tel. 665.137.

## Girone A

### Squadre partecipanti
| Squadra                          | Città (provincia)              | Stagione precedente |
| -------------------------------- | ------------------------------ | ------------------- |
| S.S. Aurora Travagliato          | Travagliato (BS)               |                     |
| U.S. Breno                       | Breno (BS)                     |                     |
| F.B.C. Chiari                    | Chiari (BS)                    |                     |
| U.S. Coffea Virle                | Virle Treponti di Rezzato (BS) |                     |
| S.S. Dalmine                     | Dalmine (BG)                   |                     |
| U.S. Darfo Boario                | Darfo Boario Terme (BS)        |                     |
| U.S. Desenzano                   | Desenzano del Garda (BS)       |                     |
| A.C. Falck Vobarno               | Vobarno (BS)                   |                     |
| U.S. Gandinese                   | Gandino (BG)                   |                     |
| A.S.C. Leffe                     | Leffe (BG)                     |                     |
| A.C. Lumezzane                   | Lumezzane (BS)                 |                     |
| A.S. Niggeler & Küpfler Capriolo | Capriolo (BS)                  |                     |
| U.S. Ponte San Pietro            | Ponte San Pietro (BG)          |                     |
| A.C. Sebinia                     | Lovere (BG)                    |                     |
| U.S. Stezzanese                  | Stezzano (BG)                  |                     |
| G.S. Vertovese                   | Vertova (BG)                   |                     |

### Classifica finale
|  | Pos. | Squadra                    | Pt | G  | V  | N  | P  | GF | GS | DR  |
|  | ---- | -------------------------- | -- | -- | -- | -- | -- | -- | -- | --- |
|  | 1.   | Lumezzane                  | 43 | 30 | 17 | 9  | 4  | 35 | 17 | +18 |
|  | 2.   | Niggeler & Küpfer Capriolo | 40 | 30 | 16 | 8  | 6  | 50 | 23 | +27 |
|  | 2.   | Stezzanese                 | 40 | 30 | 15 | 10 | 5  | 43 | 27 | +16 |
|  | 4.   | Leffe                      | 39 | 30 | 16 | 7  | 7  | 37 | 22 | +15 |
|  | 4.   | Ponte San Pietro           | 39 | 30 | 16 | 7  | 7  | 37 | 19 | +18 |
|  | 4.   | Falck Vobarno              | 39 | 30 | 14 | 11 | 5  | 37 | 17 | +20 |
|  | 7.   | Dalmine                    | 36 | 30 | 13 | 10 | 7  | 38 | 22 | +16 |
|  | 8.   | Desenzano                  | 31 | 30 | 10 | 11 | 9  | 36 | 30 | +6  |
|  | 9.   | Chiari                     | 30 | 30 | 10 | 10 | 10 | 24 | 25 | -1  |
|  | 10.  | Coffea Virle               | 29 | 30 | 10 | 9  | 11 | 22 | 29 | -7  |
|  | 11.  | Aurora Travagliato         | 26 | 30 | 8  | 10 | 12 | 25 | 32 | -7  |
|  | 12.  | Vertovese                  | 20 | 30 | 8  | 4  | 18 | 33 | 56 | -23 |
|  | 12.  | Sebinia Alto Sebino        | 20 | 30 | 8  | 4  | 18 | 26 | 47 | -21 |
|  | 14.  | Gandinese                  | 18 | 30 | 6  | 6  | 18 | 27 | 45 | -18 |
|  | 15.  | Darfo Boario               | 16 | 30 | 6  | 4  | 20 | 18 | 37 | -19 |
|  | 16.  | Breno                      | 14 | 30 | 4  | 6  | 20 | 18 | 58 | -40 |

Legenda:
      Ammesso agli spareggi per la promozione in Serie D.
      Retrocesso in Prima Categoria.
Regolamento:
Due punti a vittoria, uno a pareggio, zero a sconfitta.
Pari merito in caso di pari punti e spareggi in caso di pari punti in zona promozione e retrocessione.
Le squadre classificate dal 2º al 7º posto sono ammesse alla Promozione Regionale.
Le squadre classificate dall'8º al 16º posto retrocedono in Prima Categoria.

## Girone B

### Squadre partecipanti
| Squadra                  | Città (provincia)   | Stagione precedente                          |
| ------------------------ | ------------------- | -------------------------------------------- |
| A.C. Ardita Como         | Como                |                                              |
| U.S. Aurora Brollo Desio | Desio (MI)          |                                              |
| Pol. Biassonese          | Biassono (MI)       |                                              |
| F.C. Cantù               | Cantù (CO)          |                                              |
| U.S. Caratese            | Carate Brianza (MI) |                                              |
| U.S. Casatese            | Casatenovo (CO)     |                                              |
| U.S. Chiavennese         | Chiavenna (SO)      |                                              |
| U.S. Folgore Verano      | Verano Brianza (MI) |                                              |
| U.S. Canzese             | Canzo (CO)          |                                              |
| Koplon Snia Calcio       | Cesano Maderno (MI) |                                              |
| G.S. M.T.C. Meda         | Meda (MI)           |                                              |
| U.S. Morbegnese          | Morbegno (SO)       |                                              |
| S.S. Pro Lissone         | Lissone (MI)        | 14ª nel girone B di Prima Categoria Lombarda |
| F.B.C. Seregno           | Seregno (MI)        |                                              |
| Sondrio Sportiva         | Sondrio             |                                              |
| A.C. Villasanta          | Villasanta (MI)     |                                              |

### Classifica finale
|  | Pos. | Squadra             | Pt | G  | V  | N  | P  | GF | GS | DR |
|  | ---- | ------------------- | -- | -- | -- | -- | -- | -- | -- | -- |
|  | 1.   | Seregno             | 47 | 30 | 20 | 7  | 3  | 46 | 15 |    |
|  | 2.   | MCT Meda            | 46 | 30 | 18 | 10 | 2  | 42 | 14 |    |
|  | 3.   | Pro Lissone         | 41 | 30 | 14 | 13 | 3  | 39 | 18 |    |
|  | 4.   | Caratese            | 37 | 30 | 12 | 13 | 5  | 42 | 21 |    |
|  | 5.   | Folgore Verano      | 34 | 30 | 14 | 6  | 10 | 42 | 33 |    |
|  | 6.   | Aurora Brollo Desio | 33 | 30 | 11 | 11 | 8  | 44 | 29 |    |
|  | 7.   | Biassonese          | 31 | 30 | 10 | 11 | 9  | 32 | 34 |    |
|  | 8.   | Sondrio             | 29 | 30 | 10 | 9  | 11 | 33 | 34 |    |
|  | 8.   | Morbegnese          | 29 | 30 | 10 | 9  | 11 | 34 | 40 |    |
|  | 10.  | Cantù               | 26 | 30 | 8  | 10 | 12 | 24 | 32 |    |
|  | 11.  | Villasanta          | 24 | 30 | 9  | 6  | 15 | 33 | 42 |    |
|  | 12.  | Chiavennese         | 22 | 30 | 7  | 8  | 15 | 30 | 46 |    |
|  | 13.  | Canzese             | 21 | 30 | 5  | 11 | 14 | 21 | 35 |    |
|  | 14.  | Casatese            | 21 | 30 | 6  | 9  | 15 | 25 | 46 |    |
|  | 14.  | Ardita Como         | 21 | 30 | 7  | 7  | 16 | 23 | 47 |    |
|  | 16.  | Koplon Snia Calcio  | 18 | 30 | 6  | 6  | 18 | 23 | 47 |    |

Legenda:
      Ammesso agli spareggi per la promozione in Serie D.
      Retrocesso in Prima Categoria.
Regolamento:
Due punti a vittoria, uno a pareggio, zero a sconfitta.
Pari merito in caso di pari punti e spareggi in caso di pari punti in zona promozione e retrocessione.
Le squadre classificate dal 2º al 7º posto sono ammesse alla Promozione Regionale.
Le squadre classificate dall'8º al 16º posto retrocedono in Prima Categoria.

## Girone C

### Squadre partecipanti
| Squadra              | Città (provincia)       | Stagione precedente |
| -------------------- | ----------------------- | ------------------- |
| S.C. Antoniana       | Busto Arsizio (VA)      |                     |
| S.S. Audax Ignis     | Gavirate (VA)           |                     |
| G.S. Carlo Mocchetti | San Vittore Olona (MI)  |                     |
| U.S. Caronnese       | Caronno Pertusella (VA) |                     |
| U.S. Cassanesi       | Cassano Magnago (VA)    |                     |
| U.S. Gerenzanese     | Gerenzano (VA)          |                     |
| U.S. Inveruno        | Inveruno (MI)           |                     |
| U.S. Jeraghese       | Jerago con Orago (VA)   |                     |
| F.B.C. Luino         | Luino (VA)              |                     |
| U.S. Mozzatese       | Mozzate (CO)            |                     |
| A.C. Parabiago       | Parabiago (MI)          |                     |
| U.S. Rescaldinese    | Rescaldina (MI)         |                     |
| S.S. Sommese         | Somma Lombardo (VA)     |                     |
| U.S. Turbighese      | Turbigo (MI)            |                     |
| U.S. Uboldese        | Uboldo (VA)             |                     |
| F.C. Vedanese        | Vedano Olona (VA)       |                     |

### Classifica finale
|  | Pos. | Squadra         | Pt | G  | V  | N  | P  | GF | GS | DR |
|  | ---- | --------------- | -- | -- | -- | -- | -- | -- | -- | -- |
|  | 1.   | Caronnese       | 46 | 30 | 18 | 10 | 2  | 50 | 19 |    |
|  | 2.   | Audax Ignis     | 44 | 30 | 17 | 10 | 3  | 51 | 23 |    |
|  | 3.   | Sommese         | 38 | 30 | 15 | 8  | 7  | 45 | 29 |    |
|  | 3.   | Parabiago       | 38 | 30 | 16 | 6  | 8  | 42 | 28 |    |
|  | 5.   | Carlo Mocchetti | 37 | 30 | 11 | 15 | 4  | 32 | 18 |    |
|  | 6.   | Rescaldinese    | 34 | 30 | 11 | 12 | 7  | 43 | 33 |    |
|  | 7.   | Uboldese        | 33 | 30 | 13 | 7  | 10 | 38 | 43 |    |
|  | 8.   | Mozzatese       | 32 | 30 | 13 | 6  | 11 | 44 | 39 |    |
|  | 9.   | Cassanesi       | 31 | 30 | 12 | 7  | 11 | 42 | 40 |    |
|  | 9.   | Luino           | 31 | 30 | 10 | 11 | 9  | 27 | 28 |    |
|  | 11.  | Antoniana       | 28 | 30 | 8  | 12 | 10 | 41 | 37 |    |
|  | 12.  | Turbighese      | 25 | 30 | 7  | 11 | 12 | 39 | 41 |    |
|  | 13.  | Inveruno        | 22 | 30 | 7  | 8  | 15 | 27 | 30 |    |
|  | 14.  | Gerenzanese     | 21 | 30 | 6  | 9  | 15 | 33 | 52 |    |
|  | 15.  | Vedanese        | 11 | 30 | 2  | 7  | 21 | 18 | 68 |    |
|  | 16.  | Jeraghese       | 9  | 30 | 1  | 7  | 22 | 14 | 58 |    |

Legenda:
      Ammesso agli spareggi per la promozione in Serie D.
      Retrocesso in Prima Categoria.
Regolamento:
Due punti a vittoria, uno a pareggio, zero a sconfitta.
Pari merito in caso di pari punti e spareggi in caso di pari punti in zona promozione e retrocessione.
Le squadre classificate dal 2º al 7º posto sono ammesse alla Promozione Regionale.
Le squadre classificate dall'8º al 16º posto retrocedono in Prima Categoria.

## Girone D

### Squadre partecipanti
| Squadra                | Città (provincia)          | Stagione precedente |
| ---------------------- | -------------------------- | ------------------- |
| G.S. Banco Ambrosiano  | Milano                     |                     |
| F.B.C. Cinisello       | Cinisello Balsamo (MI)     |                     |
| A.C. Cologno Monzese   | Cologno Monzese (MI)       |                     |
| G.S. Concorezzese      | Concorezzo (MI)            |                     |
| F.B.C. Corbetta        | Corbetta (MI)              |                     |
| U.S. Corsico           | Corsico (MI)               |                     |
| C.S.C. Cusano Milanino | Cusano Milanino (MI)       |                     |
| D.A. Innocenti         | Milano                     |                     |
| U.S. Melegnanese       | Melegnano (MI)             |                     |
| U.S. Melzo             | Melzo (MI)                 |                     |
| U.S. Pergolettese      | Crema (CR)                 |                     |
| F.B.C. Rhodense        | Rho (MI)                   |                     |
| Calcistica Romanese    | Romano di Lombardia (BG)   |                     |
| A.S. Sangiulianese     | San Giuliano Milanese (MI) |                     |
| A.C. Sanyo Nuvolone    | Milano                     |                     |
| U.S. Vimercatese       | Vimercate (MI)             |                     |

### Classifica finale
|  | Pos. | Squadra          | Pt | G  | V  | N  | P  | GF | GS | DR  |
|  | ---- | ---------------- | -- | -- | -- | -- | -- | -- | -- | --- |
|  | 1.   | Pergolettese     | 48 | 30 | 20 | 8  | 2  | 59 | 7  | +52 |
|  | 2.   | Romanese         | 40 | 30 | 16 | 8  | 6  | 40 | 20 | +20 |
|  | 3.   | Cinisello        | 38 | 30 | 15 | 8  | 7  | 44 | 21 | +23 |
|  | 4.   | Melegnanese      | 37 | 30 | 14 | 9  | 7  | 36 | 28 | +8  |
|  | 5.   | Vimercatese      | 35 | 30 | 14 | 7  | 9  | 35 | 27 | +8  |
|  | 6.   | Sanyo Nuvolone   | 34 | 30 | 12 | 10 | 8  | 41 | 27 | +14 |
|  | 6.   | Banco Ambrosiano | 34 | 30 | 14 | 6  | 10 | 36 | 30 | +6  |
|  | 8.   | Concorezzese     | 33 | 30 | 10 | 13 | 7  | 34 | 31 | +3  |
|  | 9.   | Sangiulianese    | 28 | 30 | 11 | 6  | 13 | 33 | 38 | -5  |
|  | 10.  | Corsico          | 27 | 30 | 7  | 13 | 10 | 28 | 35 | -7  |
|  | 10.  | Rhodense         | 27 | 30 | 10 | 7  | 13 | 37 | 48 | -11 |
|  | 12.  | Innocenti        | 26 | 30 | 9  | 8  | 13 | 32 | 45 | -13 |
|  | 12.  | Corbetta         | 26 | 30 | 9  | 8  | 13 | 30 | 50 | -20 |
|  | 14.  | Cologno Monzese  | 20 | 30 | 5  | 10 | 15 | 24 | 41 | -17 |
|  | 15.  | Cusano Milanino  | 16 | 30 | 3  | 10 | 17 | 28 | 51 | -23 |
|  | 16.  | Melzo            | 9  | 30 | 2  | 5  | 23 | 20 | 69 | -49 |

Legenda:
      Ammesso agli spareggi per la promozione in Serie D.
      Retrocesso in Prima Categoria.
Regolamento:
Due punti a vittoria, uno a pareggio, zero a sconfitta.
Pari merito in caso di pari punti e spareggi in caso di pari punti in zona promozione e retrocessione.
Le squadre classificate dal 2º al 7º posto sono ammesse alla Promozione Regionale.
Le squadre classificate dall'8º al 16º posto retrocedono in Prima Categoria.

## Girone E

### Squadre partecipanti
| Squadra                      | Città (provincia)          | Stagione precedente |
| ---------------------------- | -------------------------- | ------------------- |
| F.B.C. Belgioioso Constantes | Belgioioso (PV)            |                     |
| F.B.C. Casteggio 1898        | Casteggio (PV)             |                     |
| U.S. Castellana              | Castel San Giovanni (PC)   |                     |
| A.C. Codogno                 | Codogno (MI)               |                     |
| A.C. Crema                   | Crema (CR)                 |                     |
| U.S. Fiorenzuola             | Fiorenzuola d'Arda (PC)    |                     |
| U.S. Gragnano                | Gragnano Trebbiense (PC)   |                     |
| U.S. Mortara                 | Mortara (PV)               |                     |
| U.S. Mottese                 | Motta Visconti (MI)        |                     |
| U.S. Pievese                 | Pieve del Cairo (PV)       |                     |
| U.S. Pontolliese             | Ponte dell'Olio (PC)       |                     |
| A.C. Pro Piacenza            | Piacenza                   |                     |
| A.C. Sant'Angelo             | Sant'Angelo Lodigiano (MI) |                     |
| U.S. Soresinese              | Soresina (CR)              |                     |
| S.C. Stradellina Primavera   | Stradella (PV)             |                     |
| A.C. Vigevano                | Vigevano (PV)              |                     |

### Classifica finale
|  | Pos. | Squadra               | Pt | G  | V  | N  | P  | GF | GS | DR  |
|  | ---- | --------------------- | -- | -- | -- | -- | -- | -- | -- | --- |
|  | 1.   | Pro Piacenza          | 46 | 30 | 20 | 6  | 4  | 44 | 13 | +31 |
|  | 2.   | Vigevano              | 45 | 30 | 20 | 5  | 5  | 49 | 19 | +30 |
|  | 3.   | Crema                 | 43 | 30 | 19 | 5  | 6  | 53 | 21 | +32 |
|  | 4.   | Sant'Angelo           | 41 | 30 | 16 | 9  | 5  | 52 | 21 | +31 |
|  | 5.   | Pontolliese           | 38 | 30 | 15 | 8  | 7  | 52 | 29 | +23 |
|  | 6.   | Mortara               | 34 | 30 | 13 | 8  | 9  | 36 | 28 | +8  |
|  | 7.   | Casteggio             | 33 | 30 | 13 | 7  | 10 | 44 | 35 | +9  |
|  | 8.   | Gragnano              | 33 | 30 | 10 | 13 | 7  | 34 | 33 | +1  |
|  | 9.   | Castellana            | 28 | 30 | 12 | 4  | 14 | 30 | 34 | -4  |
|  | 9.   | Codogno               | 28 | 30 | 11 | 6  | 13 | 41 | 55 | -14 |
|  | 11.  | Soresinese            | 26 | 30 | 9  | 8  | 13 | 34 | 32 | +2  |
|  | 11.  | Stradellina Primavera | 26 | 30 | 8  | 10 | 12 | 29 | 39 | -10 |
|  | 13.  | Pievese               | 21 | 30 | 8  | 5  | 17 | 27 | 46 | -19 |
|  | 14.  | Mottese               | 18 | 30 | 6  | 6  | 18 | 36 | 71 | -35 |
|  | 15.  | Belgioioso Constantes | 14 | 30 | 3  | 8  | 19 | 24 | 58 | -34 |
|  | 16.  | Fiorenzuola           | 6  | 30 | 1  | 4  | 25 | 15 | 66 | -51 |

Legenda:
      Ammesso agli spareggi per la promozione in Serie D.
      Retrocesso in Prima Categoria.
Regolamento:
Due punti a vittoria, uno a pareggio, zero a sconfitta.
Pari merito in caso di pari punti e spareggi in caso di pari punti in zona promozione e retrocessione.
Le squadre classificate dal 2º al 7º posto sono ammesse alla Promozione Regionale.
Le squadre classificate dall'8º al 16º posto retrocedono in Prima Categoria.

## Spareggi promozione

### Classifica finale
|  | Pos. | Squadra      | Pt | G | V | N | P | GF | GS | DR  |
|  | ---- | ------------ | -- | - | - | - | - | -- | -- | --- |
|  | 1.   | Pergolettese | 13 | 8 | 5 | 3 | 0 | 10 | 2  | +8  |
|  | 2.   | Seregno      | 10 | 8 | 3 | 4 | 1 | 10 | 4  | +6  |
|  | 3.   | Lumezzane    | 7  | 8 | 2 | 3 | 3 | 4  | 7  | -3  |
|  | 3.   | Caronnese    | 7  | 8 | 1 | 5 | 2 | 6  | 6  | 0   |
|  | 5.   | Pro Piacenza | 3  | 8 | 0 | 3 | 5 | 3  | 14 | -11 |

Legenda:
      Promosso in Serie D.
Regolamento:
Due punti a vittoria, uno a pareggio, zero a sconfitta.
Pari merito in caso di pari punti e spareggi in caso di pari punti in zona promozione e retrocessione.
Note:
Le finali furono disputate tra il 28 maggio (30ª e ultima giornata del campionato) e il 30 luglio 1967. La formula prevedeva un girone all'italiana.

## Calendario
| Andata (1ª) | Andata (1ª)     | 1ª giornata            | Ritorno (6ª) | Ritorno (6ª) |
|             |                 |                        |              |              |
| 4 giu.      | 1-1             | Caronnese-Pergolettese | 0-1          | 2 lug.       |
| 4 giu.      | 2-1             | Lumezzane-Pro Piacenza | 1-0          | 2 lug.       |
| 4 giu.      | Riposa: Seregno |                        |              | 2 lug.       |

| Andata (2ª) | Andata (2ª)       | 2ª giornata               | Ritorno (7ª) | Ritorno (7ª) |
|             |                   |                           |              |              |
| 11 giu.     | 0-2               | Pro Piacenza-Pergolettese | 0-2          | 9 lug.       |
| 11 giu.     | 1-1               | Caronnese-Seregno         | 0-1          | 9 lug.       |
| 11 giu.     | Riposa: Lumezzane |                           |              | 9 lug.       |

| Andata (3ª) | Andata (3ª)       | 3ª giornata            | Ritorno (8ª) | Ritorno (8ª) |
|             |                   |                        |              |              |
| 18 giu.     | 1-1               | Seregno-Pro Piacenza   | 5-0          | 16 lug.      |
| 18 giu.     | 0 -0              | Lumezzane-Pergolettese | 0-2          | 16 lug.      |
| 18 giu.     | Riposa: Caronnese |                        |              | 16 lug.      |

| Andata (4ª) | Andata (4ª)          | 4ª giornata            | Ritorno (9ª) | Ritorno (9ª) |
|             |                      |                        |              |              |
| 25 giu.     | 0-0                  | Seregno-Lumezzane      | 1-0          | 23 lug.      |
| 25 giu.     | 1-1                  | Pro Piacenza-Caronnese | 0-0          | 23 lug.      |
| 25 giu.     | Riposa: Pergolettese |                        |              | 23 lug.      |

| \| Andata (5ª) \| Andata (5ª) \| 5ª giornata \| Ritorno (10ª) \| Ritorno (10ª) \| \| \| \| \| \| \| \| 29 giu. \| 0-0 \| Lumezzane-Caronnese \| 1-3 \| 30 lug. \| \| 29 giu. \| 1 - 1 \| Pergolettese-Seregno \| 1-0 \| 30 lug. \| \| 29 giu. \| Riposa: Pro Piacenza \| \| \| 30 lug. \| |                      |                      |               |               |
| Andata (5ª) | Andata (5ª)          | 5ª giornata          | Ritorno (10ª) | Ritorno (10ª) |
| |                      |                      |               |               |
| 29 giu. | 0-0                  | Lumezzane-Caronnese  | 1-3           | 30 lug.       |
| 29 giu. | 1 - 1                | Pergolettese-Seregno | 1-0           | 30 lug.       |
| 29 giu. | Riposa: Pro Piacenza |                      |               | 30 lug.       |

### Giornali
- Archivio della Gazzetta dello Sport, stagione 1966-1967, consultabile presso le Biblioteche:
  - Biblioteca Nazionale Braidense di Milano;
  - Biblioteca Nazionale Centrale di Firenze;
  - Biblioteca Nazionale Centrale di Roma;
  - Biblioteca Civica Berio di Genova;
  - e presso Emeroteca del C.O.N.I. di Roma (non è online ma è da consultare in sede).

### Libri
- Annuario F.I.G.C. 1966-1967, Roma (1967) conservato presso tutti i Comitati Regionali F.I.G.C.-L.N.D., la Lega Nazionale Professionisti e la Biblioteca Nazionale Centrale di Firenze.